# Archeomagnetismo
L'archeomagnetismo è un metodo di indagine in campo geofisico e un metodo di datazione utilizzato in archeologia.
Il metodo si basa sulla variazione dell'intensità e della direzione del campo magnetico terrestre, e sulla proprietà dell'argilla cotta di registrare la situazione durante la cottura, in quanto rimane fissata nella disposizione delle particelle di ferro in essa contenute, immobilizzate dal riscaldamento a temperature di circa 650-700°C.
La direzione del campo magnetico terrestre tuttavia non varia in modo costante nel tempo o nello spazio e i cambiamenti sono stati registrati dagli scienziati solo a partire dal XVI o XVII secolo (1580 a Londra, 1640 a Roma, 1680 a Parigi). È quindi necessario per ogni regione stabilire quali siano state le variazioni attraverso l'esame di campioni di data certa o ricostruibile, rimasti in posizione dal momento della cottura (per esempio sulla base della successione delle colate di lava).

L'intensità del campo magnetico terrestre è invece decresciuta in modo costante negli ultimi 2000 anni.
La determinazione di queste curve di variazione è tuttora in corso risulta attualmente utilizzabile nel modo migliore solo una parte delle regioni del globo (Gran Bretagna, sud-est degli Stati Uniti).
In campo archeologico, una volta stabilita la curva delle variazioni, questa può essere utilizzata come riferimento per datare altri elementi in sito dello stesso materiale. La precisione della datazione può variare in funzione della rapidità dei cambiamenti del campo magnetico terrestre nelle diverse epoche, e in genere sono possibili datazioni al decennio o al quarto di secolo. L'applicazione della tecnica in campo archeologico è tuttavia limitata ai manufatti che non hanno cambiato di posizione dal momento della cottura, e dipende dalla possibilità di analizzarli in sito, ovvero di rilevare con grande precisione i dati sul loro orientamento.
Il metodo può essere utilizzato insieme con l'esame della termoluminescenza per definire con maggiore precisione le datazioni entro lo schema generale fornito da questa. Le analisi possono essere utilizzate inoltre per una datazione relativa tra i diversi manufatti.
In campo geofisico la possibilità di ricostruire le variazioni nel tempo fornisce utili informazioni rispetto alle indagini sulle origini del magnetismo terrestre.